# Bellida
Bellida é um género botânico pertencente à família Asteraceae.